# Capari
Capari (macedónul: Цапари) település Észak-Macedóniában, a Pelagonijai körzet Bitolai járásában.

## Népesség
| Lakosok száma | 1807 | 1809 | 1618 | 1468 | 1871 | 861  | 565  | 493  | 307  |
|               | 1948 | 1953 | 1961 | 1971 | 1981 | 1991 | 1994 | 2002 | 2021 |

2002-ben 493 lakosa volt, akik mindannyian macedónok.